# Geny Catamo
Geny Cipriano Catamo (ur. 26 stycznia 2001 w Beirze) – mozambicki piłkarz grający na pozycji bocznego pomocnika lub wahadłowego w klubie Sporting CP oraz reprezentacji Mozambiku.

## Kariera klubowa
Catamo rozpoczynał karierę w Black Bulls. Następnie w 2018 wyjechał do portugalskiego klubu Amora FC. W 2019 trafił do drugiej drużyny Sportingu. W 2021 został powołany do pierwszego drużyny. Z klubu był jednak kilkukrotnie wypożyczany. Występował w barwach: Vitórii Guimarães i CS Marítimo. W 2023 powrócił do Sportingu, a 22 grudnia podpisał nowy pięcioletni kontrakt z klubem.

## Kariera reprezentacyjna
Geny Catamo grał w kadrze Mozambiku U-23. W dorosłej reprezentacji zadebiutował 10 września 2019 przeciwko Mauritiusowi. W tym samym meczu zdobył pierwszą bramkę w drużynie narodowej. Został powołany na Puchar Narodów Afryki 2023.